# Hadamar

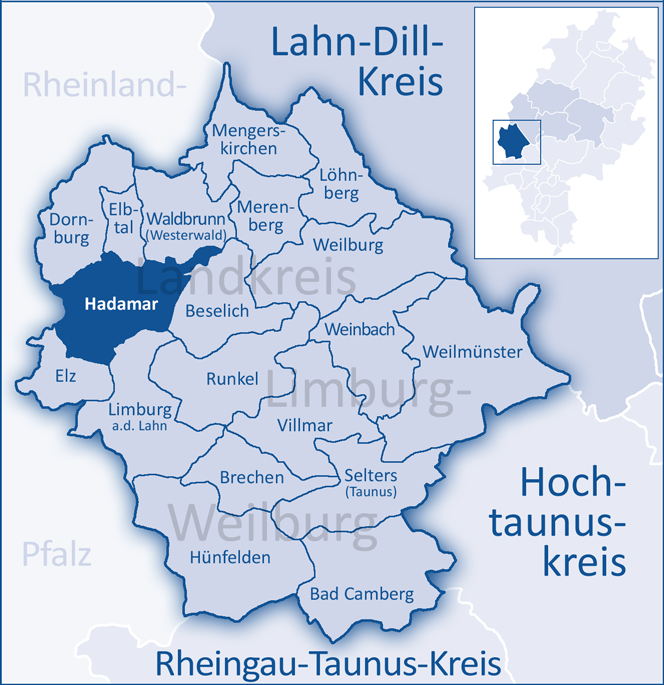
Localización de Hadamar en el distrito de Limburg-Weilburg, Hesse

Hadamar (pronunciación en alemán: /ˈhaːdamaʁ/ⓘ) es una localidad alemana de Hesse en el distrito de Limburg-Weilburg.

## Geografía
La localidad está situada a 7 km al norte de Limburgo del Lahn entre Colonia y Frankfurt am Main en el límite sur de Westerwald a una altitud de entre 120 a 390 m s. n. m.
Linda al norte con las comunidades de Dornburg, Elbtal y Waldbrunn; al este con Beselich; al sur con Limburgo y Elz; y por el oeste con Hundsangen (en Renania-Palatinado).

## Historia

### Yacimientos históricos

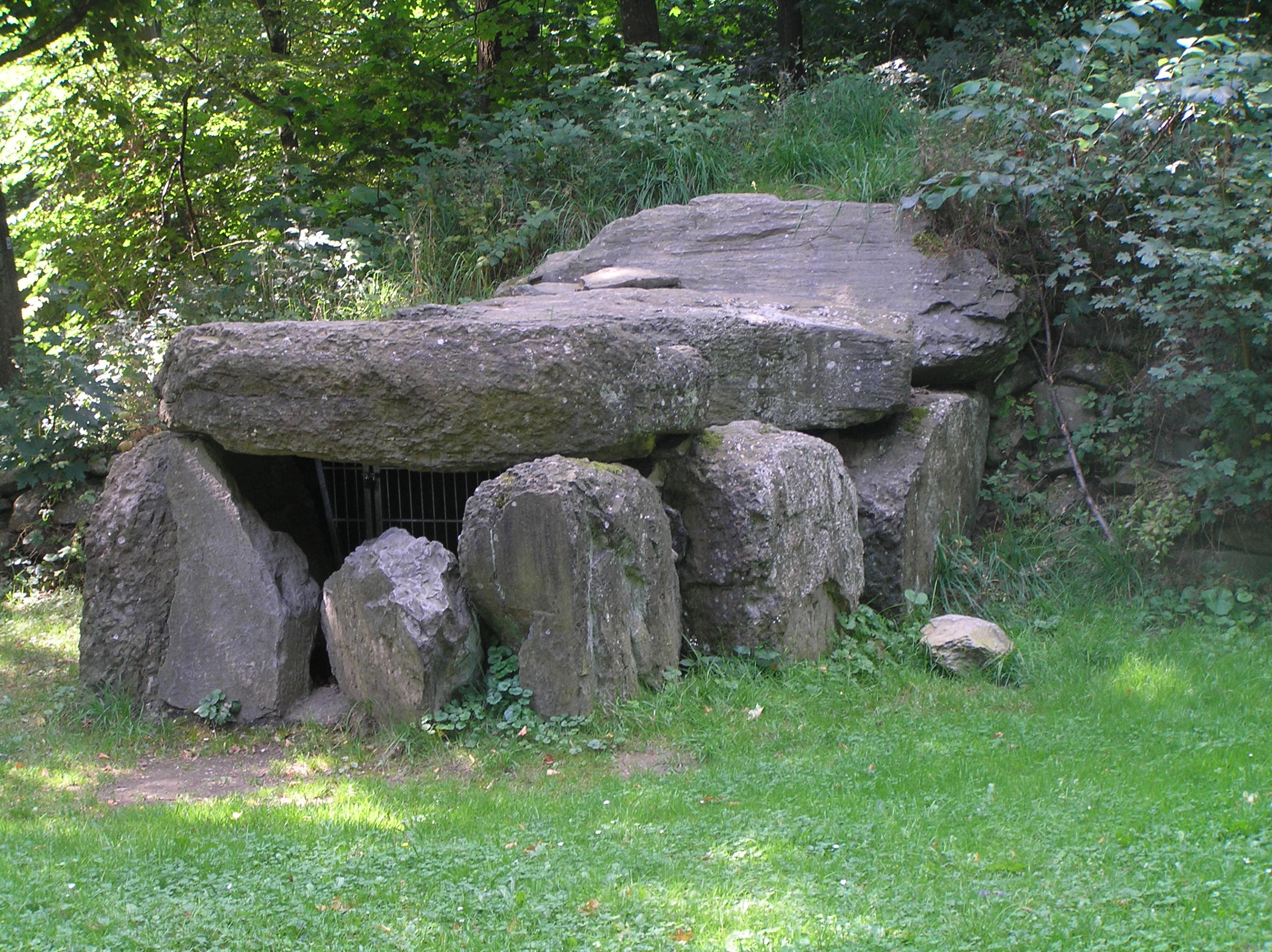
Tumba monolítica de Oberzeuzheim

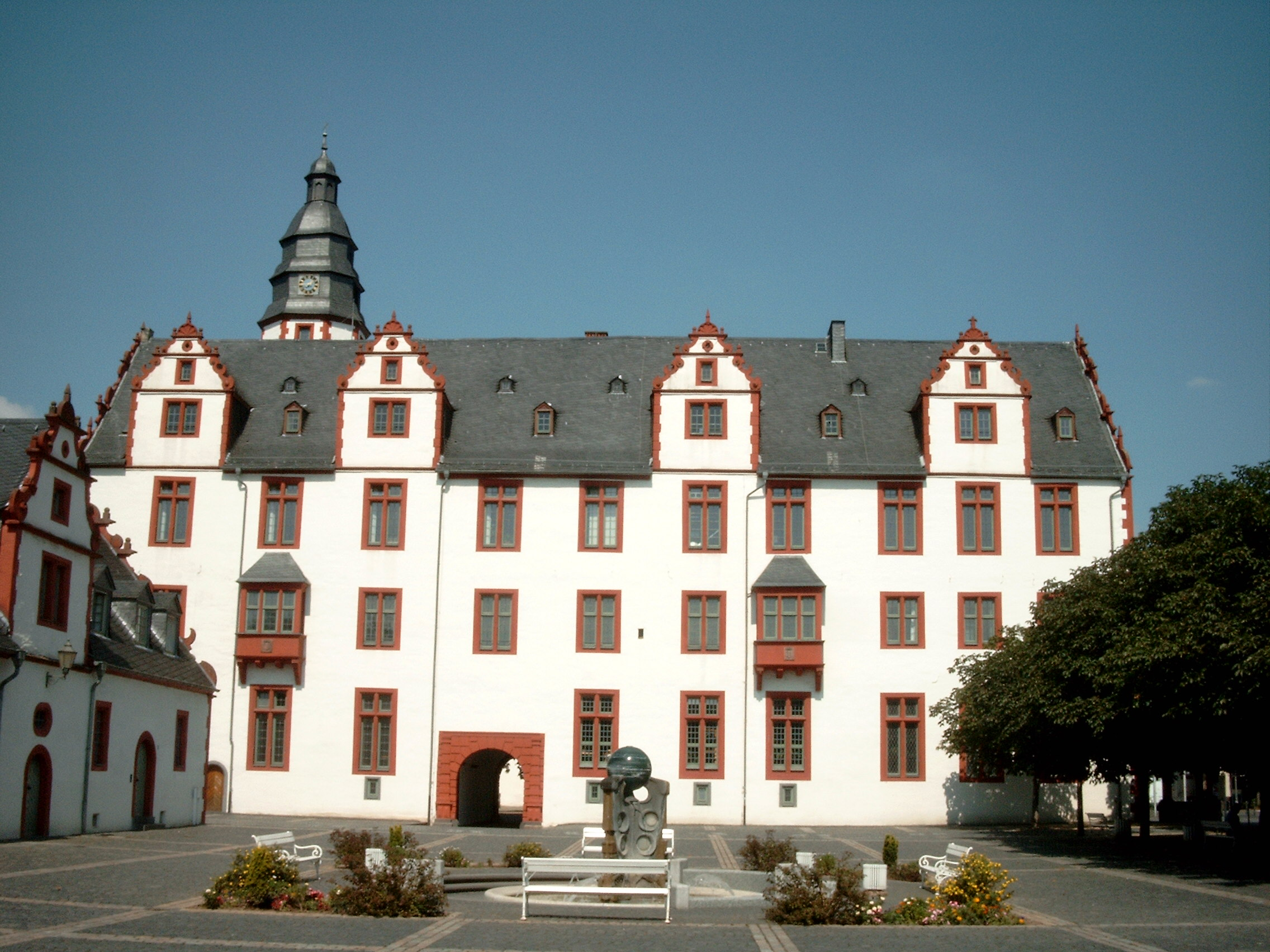
Palacio de Hadamar

Uno de los restos más antiguos de la región de Hadamar es un cista reminiscente de la cultura del Wartberg de hace 5.000 años en Hadamar-Niederzeuzheim. En Oberzeuzheim fue hallada otra tumba más grande, la cual fue trasladada al jardín del Castillo de Hachenburg, en el distrito de Westerwald. 

### DelsigloVIIalXIII
Antes de que se formaran las primeras comunidades constituyentes, Oberweyer y Niederweyer fueron las primeras en ser mencionadas en documentos datados del año 772. Del nombre de la localidad no hubo constancia hasta el 832, cuando fue extraído de un documento Carolingio. Su etimología puede venir de las palabras germánicas: "hadu" and "mar", cuyo significado es: "disputado sobre el estanque". 
En un punto del río Elbbach donde en el presente se sitúa el Palacio Renacentista, se encontraba el Monasterio Eberbach donde residían los monjes cistercianos, los cuales trabajaron en un modelo agrícola en el siglo XIII en tiempos del Conde Emich von Nassau-Hadamar tras adquirir este las tierras en 1320 y levantar un castillo con foso. Cuatro años después, el Emperador Ludwig IV le concedió los derechos sobre la localidad de Frankfurt como lugar de residencia.

### sigloXVII
A raíz de un devastador incendio en el siglo XVI, se produjeron reformas en la ciudad a partir del siguiente. El conde, y posteriormente príncipe, Johann Ludwig von Nassau-Hadamar agradeció la restauración de la villa, incluido el Castillo, cuyas obras abarcaron el Palacio Renacentista y el empedrado al estilo barroco de las calles. El Príncipe llamó a los franciscanos y aprobó la construcción del monasterio con mediante dotes y en 1630 se estableció la Sociedad de Jesús de Hadamar.
Sus dominios ofrecieron suma importancia cuando el Emperador le nombró Comisionario General para las negociaciones de paz en Westfalia que pusieron fin a la Guerra de los 30 años. En 1650 fue nombrado Príncipe, y Hadamar pasó a ser su lugar de residencia. Tras convertirse al catolicismo, habilitó una zona de residencia para los jesuitas, los cuales fundaron un gimnasio en 1652 un gimnasio que sigue en activo en la actualidad.

### Época barroca
El barroco tuvo gran importancia en la arquitectura y el arte en Hadamar. Términos como el "Barroco de Hadamar" y la "Escuela de Hadamar" (Hadamarer Barock y Hadamarer Schule en idioma alemán) son de uso común en el área del antiguo Principado de Nassau-Hadamar, aunque el cómo surgió y se diseminó, aparte de su significado en la historia del arte, sigue sin respuesta.

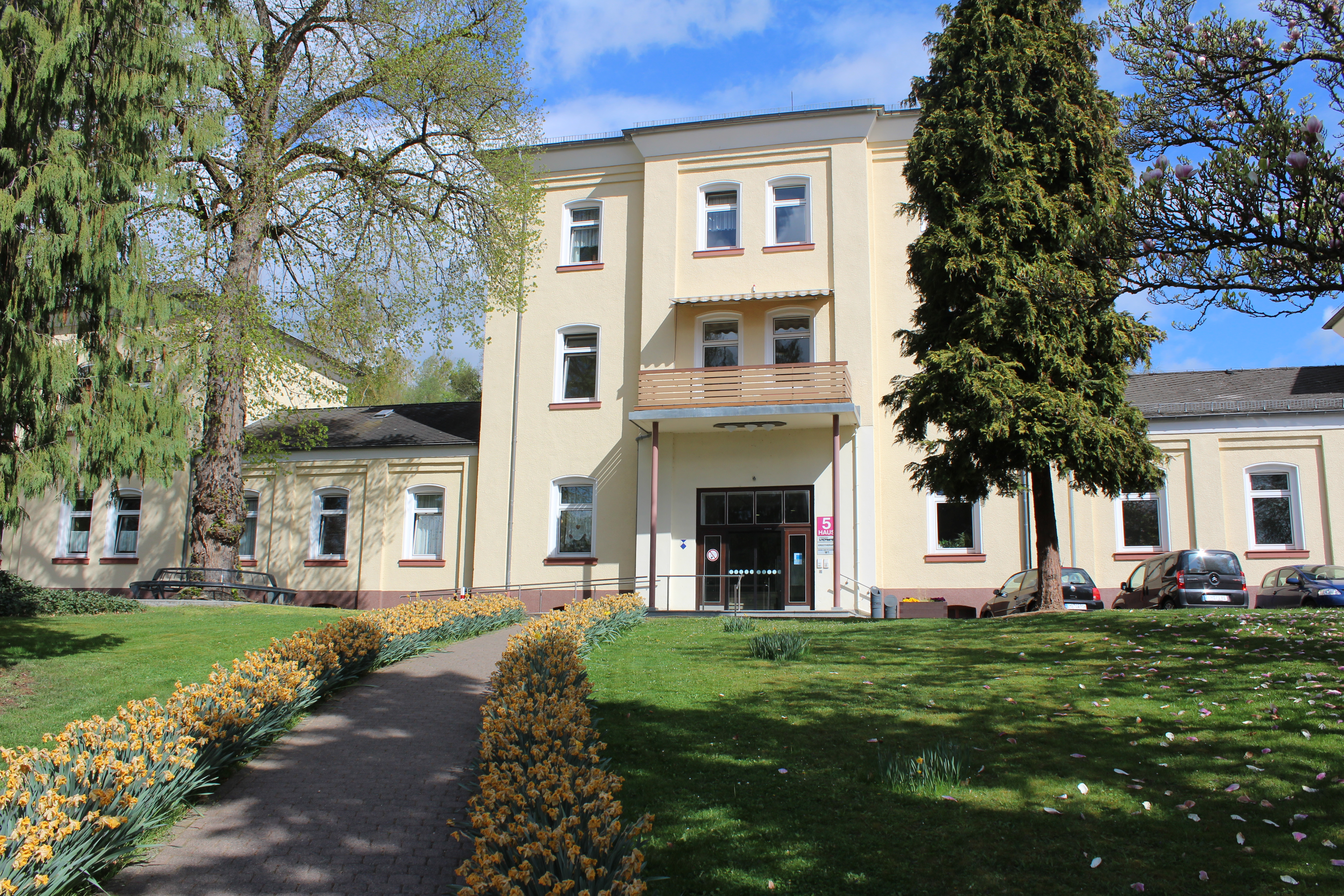
Fachada principal de la Clínica de Psiquiatría Forense, anteriormente centro para practicar la eutanasia forzosa durante el nazismo

### Reformatorio y Centro Psiquiátrico
En 1883 fue construido al lado del monasterio franciscano de Mönchberg un reformatorio siendo Eduard Zais el arquitecto aprovechando los planos de hacía treinta años: la Klinik für Psychiatrie und Psychotherapie Eichberg. La institución sirvió como asilo para gente internada y sintechos del distrito de Wiesbaden.
En el monasterio colindante había, en cambio, otra institución para campesinos y gente sin recurso que vivían en la ciudad y en el campo.
A partir de 1906, el reformatorio pasó a ser un centro de salud mental.

### Auge del nazismo y postguerra

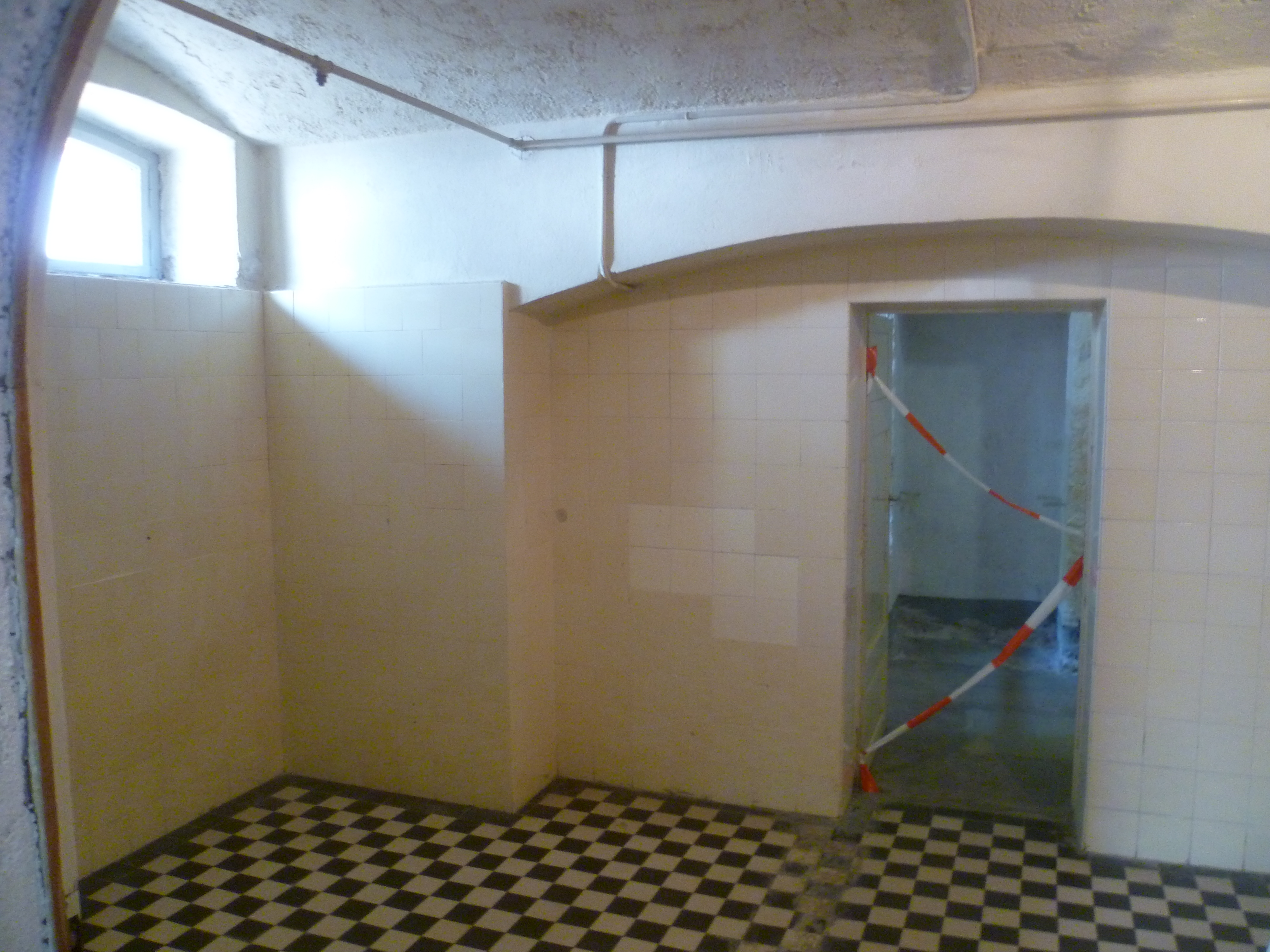
Cámaras de gas del centro de eutanasias

Durante la época nazi, en 1939 dio comienzo el programa Aktion T4 por el que se inició una campaña masiva de eutanasias forzosas, y que duraría hasta 1942 con la caída del nazismo.
En 1941 el centro de clínico pasó a llamarse: NS-Tötungsanstalt Hadamar (Centro Nacionalsocialista de Eutanasia). El [por aquel entonces] centro sanitario pasó a ser la escena donde 14.494 discapacitados y enfermos mentales, junto con ciudadanos alemanes considerados "medio judíos" (por las Leyes de Núremberg) y trabajadores del este (Ostarbeiter) serían masacrados. Con el Aktion T4 se buscaba acabar con los "indeseables" e "impuros". En el presente, el centro es una clínica de psiquiatría forense en el que se encuentra un memorial en recuerdo a las víctimas.
Con el fin de la II Guerra Mundial se produjo un éxodo de alemanes originarios de los Sudetes que se refugiaron en el centro. La mayoría de ellos, trabajadores artesanos del vidrio, establecieron comercios y escuelas en las que trabajar la materia.